# Newt
Newt foi um projeto cancelado da Pixar para um longa-metragem planejado para 2011. O filme contaria a história de uma salamandra chamada Newt que entraria em extinção e conhece a outra única de sua espécie no mundo, juntos, eles precisam salvar sua espécie.

## Cancelamento
O Filme foi cancelado porquê a história era idêntica a de Rio, o estúdio temia que a Blue Sky Studios o processassem, durante uma reunião, o projeto foi reciclado e transformado em Inside Out, lançado em 2015.